# Вален, Фридрих Трауготт
Фридрих Трауготт Вален (нем. Friedrich Traugott Wahlen; 10 апреля 1899, Мирхель — 7 ноября 1985, Берн) — швейцарский политик, президент.

## Биография
Фридрих Трауготт Вален изучал агрономию в Швейцарской высшей технической школе Цюриха. После получения диплома и степени доктора технических наук, он жил за границей. После Германии, Голландии и Англии, он переехал в 1923 году в Канаду, где женился на соотечественнице Хелен Розали Хопф. Там он работал в канадском министерстве сельского хозяйства.
После своего возвращения в Швейцарию, с 1929 по 1943 год руководил Федеральным институтом сельскохозяйственных исследований в Цюрихе. С 1936 по 1941 год был редактором газеты «Грюне» («Grüne»). С 1943 по 1949 год он был профессором агрономии в Швейцарской высшей технической школе Цюриха. Затем, с 1949 года, работал в Продовольственной и сельскохозяйственной организации ООН — ФАО, сначала в Вашингтоне а затем в Риме.
В декабре 1958 года Вален избран в Федеральный совет (правительство) Швейцарии.
- 11 декабря 1958 — 31 декабря 1965 — член Федерального совета Швейцарии.
- 1 января — 31 декабря 1959 — начальник департамента (министр) юстиции и полиции.
- 1 января 1960 — 30 июня 1961 — начальник департамента экономики.
- 1 июля 1961 — 4 января 1966 — начальник политического департамента.
- 1 января — 31 декабря 1960 — вице-президент Швейцарии.
- 1 января — 31 декабря 1961 — президент Швейцарии.

После своей отставки в 1965 году, Вален продолжил активную политическую жизнь, в том числе участвовал в кампании за введение избирательного права для женщин. В 1982 году награждён медалью Альберта Эйнштейна.